# La Casa Blanca (Medina del Campo)
La Casa Blanca es un palacio campestre situado en Medina del Campo, provincia de Valladolid, Castilla y León, España. Era la finca de recreo de los Dueñas

## Historia
Luis de Vega y Gaspar de Vega, contagiados del estilo renacentista y del pujante arte italiano de mediados del siglo XVI, aceptaron el encargo de Rodrigo de Dueñas para construir una villa de recreo en las afueras de Medina.
El edificio, excepcional tanto por las formas como por contenido, se conserva parcialmente, habiendo perdido cuatro torres de sus ángulos y algunas dependencias. Buena parte de su singularidad se sustenta en la extraordinaria decoración interior del cuerpo central, en la interminable sucesión de yeserías policromadas con motivos vegetales y mitológicos que fueron capaces de recrear los hermanos Del Corral, Jerónimo en particular, en un espectáculo lleno de formas y colores.

## Galería

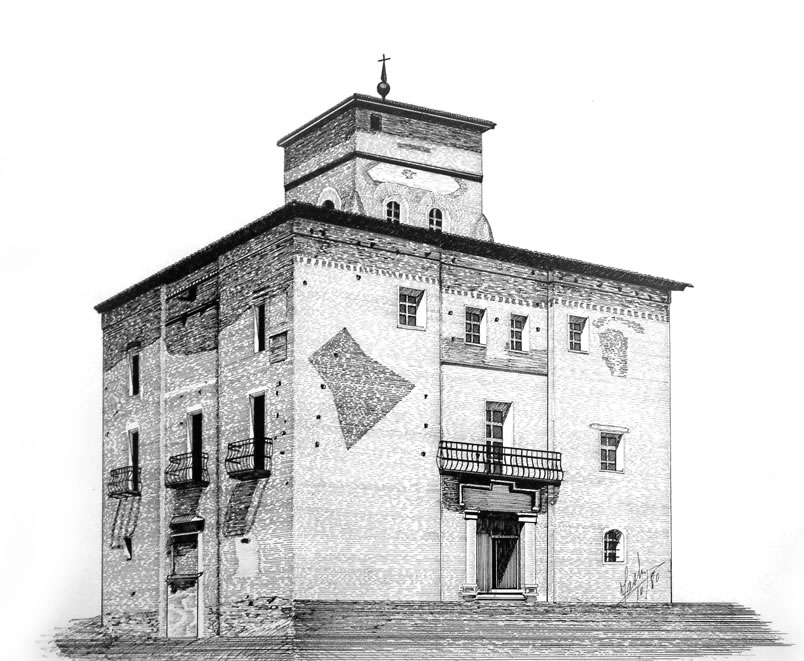
Grabado del edificio